# Sidónio Pardal
Sidónio Costa Pardal (São João da Madeira, 1947), urbanista, arquitecto paisagista e engenheiro agrónomo, professor da Universidade de Lisboa, doutorado e com agregação em Planeamento do Território.
Desde 1976, desenvolve regularmente, na Universidade de Lisboa, no instituto Superior de Agronomia, uma actividade de docência e investigação no domínio do Planeamento Regional e Urbano e da Arquitectura Paisagista.
É autor, entre outras, de obras como o Parque da Cidade do Porto (distinguido pela Ordem dos Engenheiros, em 2001, como uma das 100 Obras de Engenharia do Século XX, em Portugal), o Parque da Paz na cidade de Almada, o Parque Urbano do Rio Ul em São João da Madeira, o Passeio Marítimo de Oeiras, o Jardim Público do Entroncamento, o Jardim do Visconde da Luz, em Cascais, os Espaços Exteriores do Aeroporto Sá Carneiro, o Estádio Municipal e o Parque da Cidade da Póvoa de Varzim, o Parque Oriental da Cidade do Porto (1.ª Fase) e o Parque Urbano de Ovar.

## Trabalhos publicados
Em resultado dos trabalhos de investigação, tem publicado regularmente obras de teoria e prática, de entre as quais se destacam:
- “Revisão do Plano Director Municipal - Anotações” (ed. Câmara Municipal de Montijo/GAPTEC)
- “Ser Autarca - Missão e Desafios” (ed. GAPTEC/SaeR, 2013)
- “Património Imobiliário - Referências para a Avaliação”, em co-autoria com o Professor Doutor Carlos Lobo,(ed. InCI/GAPTEC, 2011)
- “A Apropriação do Território” (ed. Ordem dos Engenheiros, 2006)
- “Parque da Cidade do Porto – Ideia e Paisagem” (ed. Câmara Municipal do Porto e GAPTEC, 2006), premiado pela American Society of Landscape Architects em 2006
- “Planeamento do Espaço Rústico” (ed. ANMP e ADISA/CESUR/UTL, 2002), “Normas Urbanísticas” (volumes I, II, III e IV, ed. DGOTDU/UTL, de 1990 a 2000)
- “Parque da Cidade de Almada – Arquitectura de uma Paisagem” (ed. CESUR/IST, 1997)
- “Estudo de um Novo Modelo para a Contribuição Autárquica” (ed. Centro de Estudos Fiscais 1996)
- “The Classic McHarg – An Interview” (ed. CESUR/UTL, 1992)
- “Planeamento do Território – Instrumentos para a Análise Física” (ed. Livros Horizonte, 1988).

Em 1996, a convite do Ministro das Finanças, Professor Sousa Franco, e do Secretário de Estado, Professor António Carlos dos Santos, elabora um relatório sobre a “Contribuição Autárquica — Imposto de Sisa, Sucessões e Doações e Mais Valias” onde, pela primeira vez em Portugal, se propõe a adopção do conceito de valor de base territorial como base de incidência para a tributação do património imobiliário.
Em 2009, foi incumbido pelo Secretário de Estado dos Assuntos Fiscais, Professor Doutor Carlos Lobo, de coordenar o Sub-Grupo de Trabalho para a revisão da Tributação do Património Imobiliário.